# Collegium Medicum Uniwersytetu Jana Kochanowskiego w Kielcach

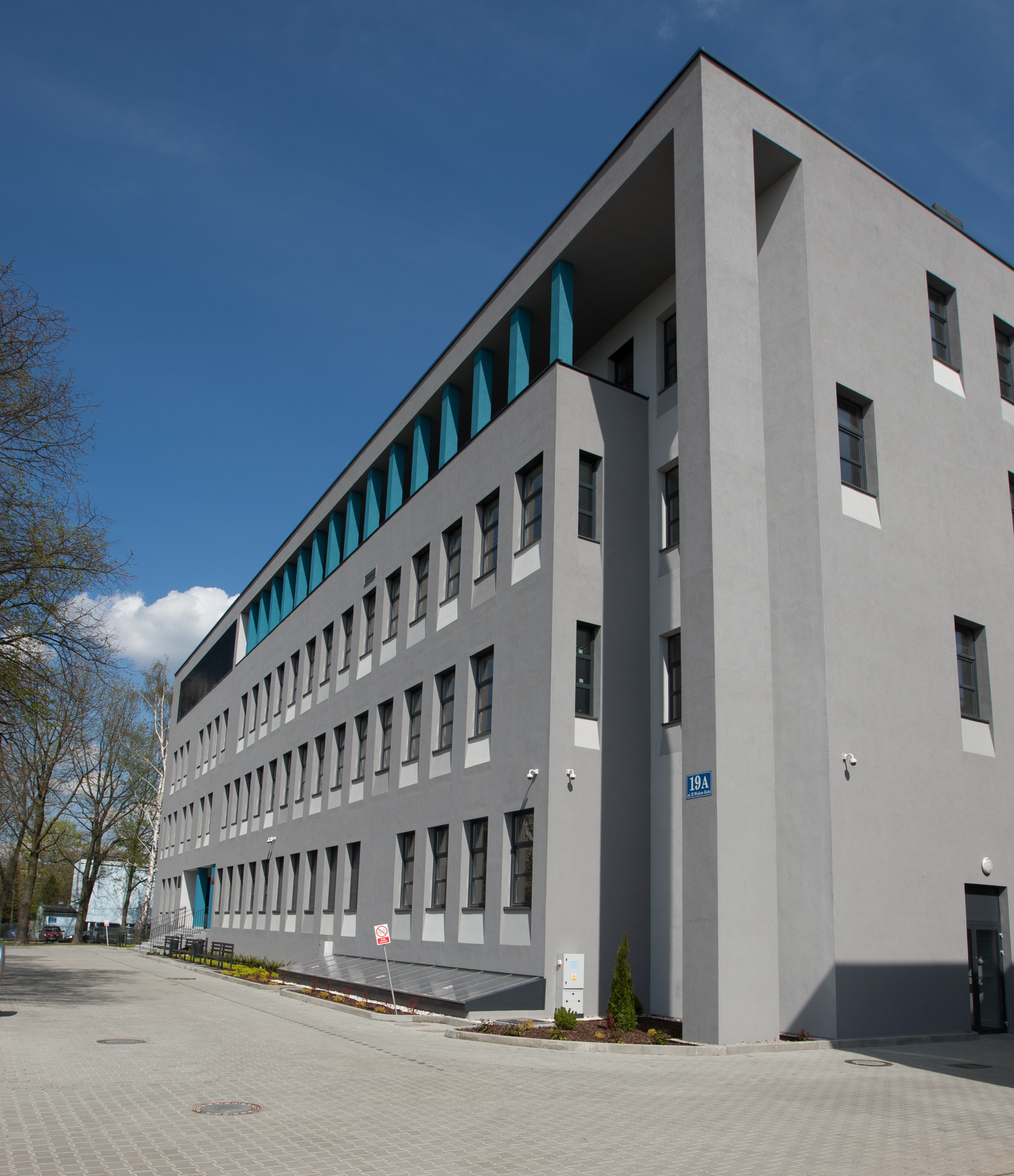
Collegium Medicum

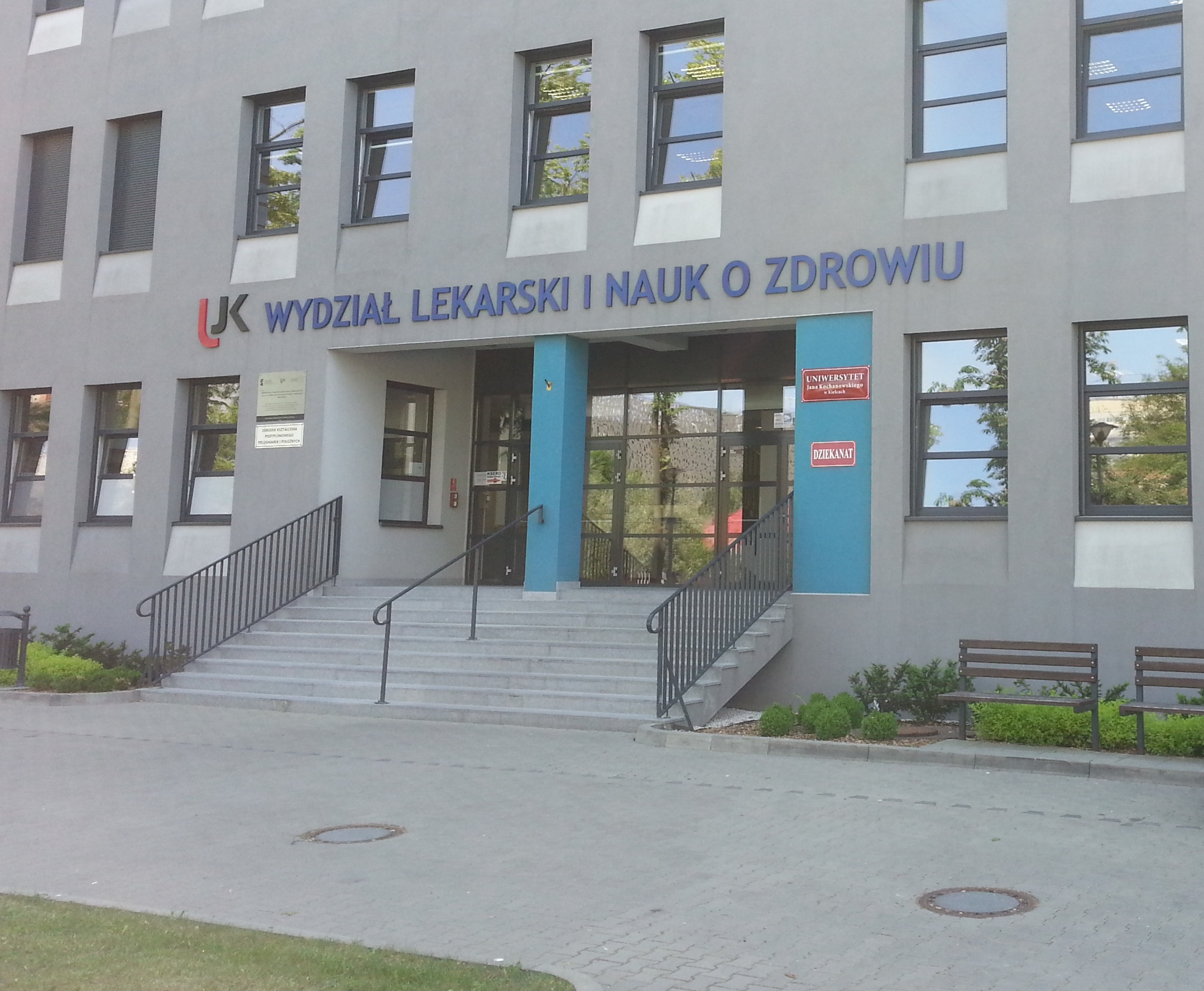
Wejście do budynku wydziału przy ul. Radiowej

Collegium Medicum Uniwersytetu Jana Kochanowskiego w Kielcach – jeden z 6 wydziałów Uniwersytetu Jana Kochanowskiego w Kielcach.
Powstał 29 września 2005 pod nazwą Wydział Nauk o Zdrowiu (na bazie założonego w 2001 Instytutu Kształcenia Medycznego, pozostającego w strukturze Wydziału Pedagogicznego i Nauk o Zdrowiu). Jego siedzibą został budynek przy al. IX Wieków Kielc, należący wcześniej do Medycznego Studium Zawodowego. W 2013 lokal zmodernizowano i wyposażono w nowoczesny sprzęt, a w 2014 oddano do użytku dodatkowy budynek przy ul. Radiowej. W 2015, kiedy otwarto studia na kierunku lekarskim, jednostkę przekształcono w Wydział Lekarski i Nauk o Zdrowiu.
Wydział kształci studentów na dziewięciu kierunkach studiów stacjonarnych licencjackich, magisterskich i jednolitych magisterskich. Rada wydziału jest uprawniona do nadawania stopnia doktora nauk o zdrowiu (od 2009), stopnia doktora habilitowanego nauk o zdrowiu (od 2015) i doktora nauk medycznych (od 2019). Na wydziale powstają „Studia Medyczne”.
W 2017 Komitet Ewaluacji Jednostek Naukowych przyznał wydziałowi kategorię B.
Od 1 października 2019, zarządzeniem Rektora UJK, Wydział funkcjonuje jako Collegium Medicum Uniwersytetu Jana Kochanowskiego w Kielcach.

## Historia
W lutym 2001 na Wydziale Pedagogicznym Akademii Świętokrzyskiej utworzono Instytut Kształcenia Medycznego, który umieszczono w budynku przy ul. Krakowskiej 11. W październiku przekształcono WP w Wydział Pedagogiczny i Nauk o Zdrowiu. Jego pierwszym dziekanem został prof. Waldemar Dutkiewicz, zaś kierownictwo instytutu objęła dr Grażyna Nowak-Starz. 10 kwietnia 2002 oficjalnie otwarto nową siedzibę IKM przy al. IX Wieków Kielc 19, gdzie wcześniej mieściło się Medyczne Studium Zawodowe. Początkowo kształcono studentów na kierunkach: pedagogika medyczna – opieka paliatywna (studia magisterskie), pielęgniarstwo i fizjoterapia (studia licencjackie). W 2003 uruchomiono w instytucie studia na kierunku położnictwo, następnie zaś uzyskano uprawnienia do prowadzenia studiów magisterskich z pielęgniarstwa (od roku akademickiego 2004/2005) i fizjoterapii (od roku akademickiego 2005/2006).
29 września 2005 utworzono Wydział Nauk o Zdrowiu. W grudniu jego pierwszym dziekanem został prof. Waldemar Dutkiewicz. Zatwierdzono strukturę organizacyjną wydziału. W jego skład weszły trzy instytuty: Instytut Fizjoterapii, Instytut Pielęgniarstwa i Położnictwa oraz Instytut Zdrowia Publicznego. W lutym 2008 w budynku wydziału odsłonięto tablicę pamiątkową poświęconą pamięci pierwszego dziekana WNoZ prof. Waldemara Dutkiewicza. Jego imieniem nazwano również salę rady wydziału, a studenci, którzy wyróżnili się wynikami w nauce, pracą dla środowiska akademickiego i postawą życiową, zostali uhonorowani nagrodą jego imienia.
W październiku 2009 rada wydziału otrzymała uprawnienia do nadawania stopnia doktora nauk o zdrowiu. W 2010 rektor uczelni prof. Regina Renz zapowiedziała powstanie kierunku lekarskiego. W październiku 2012 popisano preumowę na dofinansowanie budowy nowej siedziby Wydziału Nauk o Zdrowiu. We wrześniu 2013 rozpoczęto wartą ponad 35 mln zł inwestycję. Trzy miesiące wcześniej – w czerwcu 2013 – zakończono kosztującą 6,6 mln zł realizację projektu MEDIC, dzięki któremu zmodernizowano funkcjonujący budynek, zakupując najnowocześniejszy sprzęt. Jesienią 2014 MNiSW wyraziło zgodę na otwarcie od roku akademickiego 2015/2016 kierunku lekarskiego. W listopadzie 2014 oddano do użytku nowy budynek przy ul. Radiowej, w którym znalazły się m.in. Zakład Anatomii Prawidłowej i Laboratorium Badań Genetycznych. Następnie rozpoczęto wyposażanie go w sprzęt. W kwietniu 2015 na terenie kampusu uniwersyteckiego przy ul. Świętokrzyskiej otwarto Centrum Rehabilitacji i Sportu, przeznaczone także dla Wydziału Nauk o Zdrowiu (jego budowa kosztowała ponad 11 mln zł). Obok pełnowymiarowej hali sportowej znalazła się w nim również część rehabilitacyjna, podzielona na pięć sal: kinezy, fizykoterapii, terapii manualnej, masażu leczniczego oraz odnowy biologicznej. Także w 2015 rada wydziału uzyskała uprawnienia do nadawania stopnia doktora habilitowanego nauk o zdrowiu.
W 2015 senat uczelni podjął decyzję o zmianie nazwy wydziału na Wydział Lekarski i Nauk o Zdrowiu. Inauguracja roku akademickiego 2015/2016, w którym uruchomiono kierunek lekarski, odbyła się 12 października 2015. Wykład inauguracyjny pt. Powinności lekarza wygłosił dziekan wydziału prof. Stanisław Głuszek. W 2016 nowym dziekanem wydziału została prof. Marianna Janion, a dotychczasowy dziekan prof. Stanisław Głuszek objął w kadencji 2016–2020 stanowisko prorektora UJK do spraw medycznych. W 2017 uruchomiono na wydziale studia na kierunku dietetyka. W styczniu 2018 władze uczelni zapowiedziały na konferencji prasowej rozbudowę bazy lokalowej wydziału: w ramach wartego blisko 40 mln zł projektu, którego zakończenie przewidziano na 2021, ma zostać dobudowana jedna kondygnacja budynku przy al. IX Wieków Kielc, a na zapleczu tego gmachu ma powstać kolejny budynek.

## Kierunki studiów
Wydział kształci studentów na dziewięciu kierunkach studiów stacjonarnych licencjackich, magisterskich i jednolitych magisterskich:
| studia licencjackie - dietetyka - kosmetologia - ratownictwo medyczne - wychowanie fizyczne | studia licencjackie i magisterskie - fizjoterapia - pielęgniarstwo - położnictwo - zdrowie publiczne | jednolite studia magisterskie - fizjoterapia - kierunek lekarski |

Limit przyjęć na kierunek lekarski w roku akademickim 2017/2018, określony 22 czerwca 2017 przez ministra zdrowia, wynosił 75 miejsc na studiach stacjonarnych i 50 miejsc na studiach niestacjonarnych.
W 2016 najwięcej osób studiowało fizjoterapię (415 na studiach stacjonarnych i 194 na studiach niestacjonarnych), pielęgniarstwo (430 na studiach stacjonarnych) i ratownictwo medyczne (174 na studiach stacjonarnych i 60 na studiach niestacjonarnych). Najmniej studentów było na kosmetologii (47 na studiach stacjonarnych i 22 na studiach niestacjonarnych). Łącznie w 2016 na Wydziale Lekarskim i Nauk o Zdrowiu studiowało 1895 osób. Według stanu z początku roku akademickiego 2015/2016 na wydziale studiowało 1965 osób.
Kierunki dostępne na Wydziale Lekarskim i Nauk o Zdrowiu należą do najchętniej wybieranych w procesie rekrutacji spośród wszystkich kierunków oferowanych przez Uniwersytet Jana Kochanowskiego w Kielcach. W roku akademickim 2015/2016, podczas pierwszej rekrutacji na kierunek lekarski (75 miejsc), zarejestrowało się na niego 3944 osób, a ponad 3,2 tys. osób uiściło opłatę rekrutacyjną. W 2016 najchętniej wybierany był kierunek lekarski (42,3 osoby na jedno miejsce), następnie: kosmetologia (6,4), fizjoterapia (6,3), położnictwo (3,6) i pielęgniarstwo (3,6). W 2017 ponownie najczęściej wybierany był kierunek lekarski (28,5 osoby na jedno miejsca), następnie: dietetyka (7,9), kosmetologia (7,6), fizjoterapia (4,1), położnictwo (3,4) i pielęgniarstwo (3,2). W 2017 próg punktowy na kierunek lekarski wynosił 167,2, co odpowiadało wynikom na egzaminie maturalnym: biologia na poziomie rozszerzonym – 80%, chemia na poziomie rozszerzonym – 97% i matematyka na poziomie podstawowym – 96%.

## Uprawnienia do nadawania stopni naukowych
Rada Wydziału Lekarskiego i Nauk o Zdrowiu posiada uprawnienia do nadawania stopni naukowych:
- doktora nauk o zdrowiu (od 2009)
- doktora habilitowanego nauk o zdrowiu (od 2015)
- doktora nauk medycznych (od 2019)

W 2016 w studiach doktoranckich z nauk o zdrowiu uczestniczyły 22 osoby. W latach 2010–2017 obroniono na wydziale 32 doktoraty.

## Władze

### Władze wydziału
W kadencji 2020–2024:
| Stanowisko                                   | Imię i nazwisko               |
| -------------------------------------------- | ----------------------------- |
| Dziekan                                      | prof. dr hab. Marianna Janion |
| Prodziekan ds. kształcenia – nauki medyczne  | dr Przemysław Wolak           |
| Prodziekan ds. kształcenia – nauki o zdrowiu | dr hab. Grażyna Nowak-Starz   |

### Poczet dziekanów
1. 2005–2007: prof. dr hab. Waldemar Dutkiewicz
2. 2007–2016: prof. dr hab. Stanisław Głuszek
3. od 2016: prof. dr hab. Marianna Janion

## Struktura organizacyjna

### Instytut Nauk Medycznych
Dyrektor: dr hab. Beata Kręcisz
- Zakład Anatomii
- Zakład Fizjologii, Patofizjologii i Immunologii Klinicznej
- Laboratorium Fizjologii, Patofizjologii
- Klinika Hematologii i Transplantacji Szpiku – ŚCO
- Zakład Mikrobiologii i Immunologii
- Klinika Otolaryngologii – WSzZ
- Laboratorium Mikrobiologii
- Katedra Medycyny Zabiegowej z Pracownią Genetyki Medycznej
- Klinika Chirurgii Ogólnej, Onkologicznej i Endokrynologicznej WSzZ
- Klinika Chirurgii Onkologicznej – ŚCO
- Klinika Chirurgii Klatki Piersiowej – ŚCO
- Klinika Chirurgii Naczyniowej – WSzZ
- Zakład Diagnostyki Obrazowej – WSzZ
- Klinika Kardiochirurgii – WSzZ – ŚCK
- Klinika Neurochirurgii i Chirurgii Kręgosłupa – WSzZ
- Klinika Anestezjologii i Intensywnej Terapii – WSzZ
- Katedra Chorób Wewnętrznych i Medycyny Rodzinnej z Pracownią Badań Naukowych
- II Klinika Kardiologii – WSzZ – ŚCK
- Klinika Chorób Zakaźnych – WSzZ
- Klinika Chorób Wewnętrznych – WSzZ
- Klinika Nefrologii – WSzZ
- Katedra Pediatrii, Chirurgii Dziecięcej i Otorynolaryngologii
- Klinika Chirurgii Dziecięcej, Urologii i Traumatologii – WSzZ – ŚCP im. Władysława Buszkowskiego
- I Klinika Pediatrii – WSzZ – ŚCP im. Władysława Buszkowskiego
- II Klinika Pediatrii – WSzZ – ŚCP im. Władysława Buszkowskiego
- Zakład Dermatologii, Kosmetologii i Chirurgii Estetycznej
- Klinika Dermatologii – WSzZ
- Zakład Patomorfologii Klinicznej i Doświadczalnej z Pracownią Histologii i Medycyny Sądowej
- Katedra Ginekologii i Położnictwa
- Klinika Położnictwa i Ginekologii – WSzZ
- Klinika Ginekologii im. prof. dra hab. n. med. Józefa Starzewskiego – ŚCO
- Klinika Neurologii – WSzZ
- Klinika Rehabilitacji – WSzZ
- Klinika Chirurgii Ortopedyczno-Urazowej – WSzZ
- Klinika Okulistyki – WSzZ
- Klinika Neonatologii – WSzZ
- Klinika Anestezjologii i Intensywnej Terapii Dziecięcej – WSzZ – ŚCP im. Władysława Buszkowskiego

### Instytut Nauk o Zdrowiu
Dyrektor: dr hab. Edyta Suliga
- I Klinika Kardiologii i Elektroterapii – ŚCK
- Katedra Nauk Farmaceutycznych
- Katedra Pielęgniarstwa i Położnictwa
- Katedra Fizjoterapii
- Katedra Onkologii
- Katedra Profilaktyki Chorób Układu Krążenia
- Kliniczny Oddział Neurologii WSzZ
- Kliniczny Oddział Rehabilitacji WSzZ
- Klinika Endokrynologii – ŚCO
- Klinika Intensywnego Nadzoru Kardiologicznego
- Klinika Neurologii (filia Sandomierz)
- Klinika Onkologii Klinicznej – ŚCO
- Klinika Radioterapii – ŚCO
- Zakład Medycyny Ratunkowej
- Zakład Neurologii
- Zakład Psychologii Zdrowia
- Zakład Rehabilitacji Klinicznej
- Zakład Wychowania Fizycznego, Posturologii i Gerontologii
- Zakład Zdrowia Publicznego
- Zakład Żywienia i Dietetyki